# The Last Poets (album)
The Last Poets è il primo album in studio dei The Last Poets pubblicato nel 1970.

## Storia
Nonostante il genere musicale costituito da "poesie recitate" su un tappeto sonoro percussivo non fosse facile da assimilare da parte del grande pubblico, l'album entrò nelle maggiori classifiche statunitensi arrivando a sfiorare il milione di copie vendute proprio quando le tensioni razziali stavano raggiungendo il culmine nelle varie città degli Stati Uniti. Niggers Are Scared of Revolution  è il brano più celebre dell'album ed è uno dei primi inni anti-droga messi in musica. Il disco fu inciso con l'etichetta di Alan Douglas noto per essere il produttore delle ultime registrazioni in studio di Jimi Hendrix e di alcuni tra i jazzisti più sperimentali del periodo (fine anni '60/primi '70).
La canzone Wake Up, Niggers è stata inserita nella colonna sonora del film Sadismo del 1970.

## Tracce
1. Run, Nigger (Abiodun Oyewole) – 1:14
2. On the Subway (Alafía Pudím) – 1:33
3. Niggers Are Scared of Revolution (Omar Ben Hassen) – 5:16
4. Black Thighs (Hassen) – 1:31
5. Gashman (Oyewole) – 2:45
6. Wake Up, Niggers (Pudim) – 2:49
7. New York, New York (Oyewole) – 3:36
8. Jones Comin' Down (Pudim) – 2:51
9. Just Because (Oyewole) – 2:31
10. Black Wish (Hassen) – 1:34

## Formazione
- Abiodun Oyewole: poesia recitata
- Omar Ben Hassen: poesia recitata
- Alafía Pudím: poesia recitata
- Nilaja Obabi: percussioni

## Classifica
| Anno | Class.       | Posizione |
| ---- | ------------ | --------- |
| 1970 | Black Albums | 3         |
| 1970 | Jazz Albums  | 11        |
| 1970 | Pop Albums   | 29        |